# Meridià 80 a l'est
El meridià 80 a l'est de Greenwich és una línia de longitud que s'estén des del pol Nord travessant l'oceà Àrtic, Àsia, l'oceà Índic, l'oceà Antàrtic i l'Antàrtida fins al pol Sud.
El meridià 80 a l'est forma un cercle màxim amb el meridià 100 a l'oest. Com tots els altres meridians, la seva longitud correspon a una semicircumferència terrestre, uns 20.003,932 km. Al nivell de l'Equador, és a una distància del meridià de Greenwich de 8.906 km.

## De Pol a Pol
Començant en el pol Nord i dirigint-se cap al pol Sud, aquest meridià travessa:
| Coordenades                             | País, territori o mar        | Notes                                                                          |
| --------------------------------------- | ---------------------------- | ------------------------------------------------------------------------------ |
| 90° 0′ N, 80° 0′ E / 90.000°N,80.000°E  | Oceà Àrtic                   |                                                                                |
| 81° 7′ N, 80° 0′ E / 81.117°N,80.000°E  | Mar de Kara                  |                                                                                |
| 80° 58′ N, 80° 0′ E / 80.967°N,80.000°E | Rússia                       | Illa Uixakov                                                                   |
| 80° 50′ N, 80° 0′ E / 80.833°N,80.000°E | Mar de Kara                  | Passa a l'oest de l'illa Dikson, Rússia                                        |
| 72° 11′ N, 80° 0′ E / 72.183°N,80.000°E | Rússia                       |                                                                                |
| 50° 51′ N, 80° 0′ E / 50.850°N,80.000°E | Kazakhstan                   |                                                                                |
| 44° 58′ N, 80° 0′ E / 44.967°N,80.000°E | República Popular de la Xina | Xinjiang – per uns 18 km                                                       |
| 44° 48′ N, 80° 0′ E / 44.800°N,80.000°E | Kazakhstan                   |                                                                                |
| 42° 22′ N, 80° 0′ E / 42.367°N,80.000°E | Kirguizstan                  |                                                                                |
| 42° 2′ N, 80° 0′ E / 42.033°N,80.000°E  | República Popular de la Xina | Xinjiang                                                                       |
| 35° 27′ N, 80° 0′ E / 35.450°N,80.000°E | Aksai Chin                   | Disputat entre Índia i República Popular de la Xina                            |
| 34° 39′ N, 80° 0′ E / 34.650°N,80.000°E | República Popular de la Xina | Tibet                                                                          |
| 30° 52′ N, 80° 0′ E / 30.867°N,80.000°E | Aksai Chin                   | Disputat entre Índia i República Popular de la Xina – per uns 4 km             |
| 30° 50′ N, 80° 0′ E / 30.833°N,80.000°E | Índia                        | Uttarakhand Uttar Pradesh Madhya Pradesh Maharashtra Andhra Pradesh Tamil Nadu |
| 12° 14′ N, 80° 0′ E / 12.233°N,80.000°E | Oceà Índic                   | Golf de Bengala                                                                |
| 9° 48′ N, 80° 0′ E / 9.800°N,80.000°E   | Sri Lanka                    | Península de Jaffna                                                            |
| 9° 36′ N, 80° 0′ E / 9.600°N,80.000°E   | Oceà Índic                   | Estret de Palk                                                                 |
| 9° 0′ N, 80° 0′ E / 9.000°N,80.000°E    | Sri Lanka                    |                                                                                |
| 6° 24′ N, 80° 0′ E / 6.400°N,80.000°E   | Oceà Índic                   |                                                                                |
| 60° 0′ S, 80° 0′ E / 60.000°S,80.000°E  | Oceà Antàrtic                |                                                                                |
| 68° 2′ S, 80° 0′ E / 68.033°S,80.000°E  | Antàrtida                    | Territori Antàrtic Australià, reclamada per Austràlia                          |